# Philip Sutton
Philip „Phil“ Sutton (* 4. Mai 1960 in Ebbw Vale) ist ein walisischer Badmintonspieler.

## Karriere
Philip Sutton gewann 1977 alle drei möglichen Titel bei den Einzelmeisterschaften der Junioren in Wales. Drei Jahre später siegte er erstmals bei den Erwachsenen. Neun weitere Titel folgten bis 1990. 1987 gewann er die Herreneinzelkonkurrenz bei den Swiss Open.

## Sportliche Erfolge
| Saison | Veranstaltung                             | Disziplin    | Platz | Name                             |
| ------ | ----------------------------------------- | ------------ | ----- | -------------------------------- |
| 1977   | Wales: Einzelmeisterschaften der Junioren | Mixed        | 1     | Phillip Sutton / Jane Portch     |
| 1977   | Wales: Einzelmeisterschaften der Junioren | Herreneinzel | 1     | Phillip Sutton                   |
| 1977   | Wales: Einzelmeisterschaften der Junioren | Herrendoppel | 1     | Phillip Sutton / Simon Jones     |
| 1980   | Wales: Einzelmeisterschaften              | Herreneinzel | 1     | Philip Sutton                    |
| 1980   | Wales: Einzelmeisterschaften              | Herrendoppel | 1     | Richard Eastwood / Philip Sutton |
| 1980   | Wimbledon Open 1980                       | Herreneinzel | 1     | Philip Sutton                    |
| 1981   | Wales: Einzelmeisterschaften              | Herreneinzel | 1     | Philip Sutton                    |
| 1982   | Wales: Einzelmeisterschaften              | Herreneinzel | 1     | Philip Sutton                    |
| 1983   | Wales: Einzelmeisterschaften              | Herreneinzel | 1     | Philip Sutton                    |
| 1984   | Wales: Einzelmeisterschaften              | Herreneinzel | 1     | Philip Sutton                    |
| 1985   | Wales: Einzelmeisterschaften              | Herreneinzel | 1     | Philip Sutton                    |
| 1987   | Swiss Open                                | Herreneinzel | 1     | Philip Sutton                    |
| 1987   | Wales: Einzelmeisterschaften              | Mixed        | 1     | Philip Sutton / Claire Hybart    |
| 1988   | Wales: Einzelmeisterschaften              | Mixed        | 1     | Philip Sutton / Sarah Doody      |
| 1990   | Wales: Einzelmeisterschaften              | Mixed        | 1     | Philip Sutton / Caroline Grice   |